# Mamoru Miyano
Mamoru Miyano (宮野 真守 Miyano Mamoru?,  Saitama, Prefectura de Saitama, 8 de junio de 1983) es un actor, seiyū y cantante japonés. Es conocido principalmente por sus roles de Light Yagami en Death Note, Shū Tsukiyama en Tokyo Ghoul, Atsumu Miya en Haikyū!!, Rintarō Okabe en Steins;Gate, Tamaki Suoh en Ouran High School Host Club, Zero y Ichiru Kiryu en Vampire Knight, Setsuna F. Seiei en Mobile Suit Gundam 00, Tokiya Ichinose en Uta no Prince-sama, Rin Matsuoka en Free! y Osamu Dazai en Bungō Stray Dogs. 
En los Seiyū Awards de 2007, Miyano fue nominado a dos premios por su rol como Light Yagami en Death Note, mientras que en 2008, ganó el premio al "Mejor actor de voz" en la Tokyo International Anime Fair. También, en los Seiyū Awards de ese año, ganó el premio en la categoría de "Mejor actor principal" por sus roles como Setsuna F. Seiei en Mobile Suit Gundam 00 y Hakugen Rikuson en Kōtetsu Sangokushi.
Miyano comenzó su carrera musical en 2007, lanzando su sencillo debut, «Kuon» (久遠 lit. Eternidad?), en mayo de ese mismo año y bajo la discográfica King Records. En marzo de 2009, Miyano lanzó su álbum debut, titulado Break.

## Carrera

### Actuación

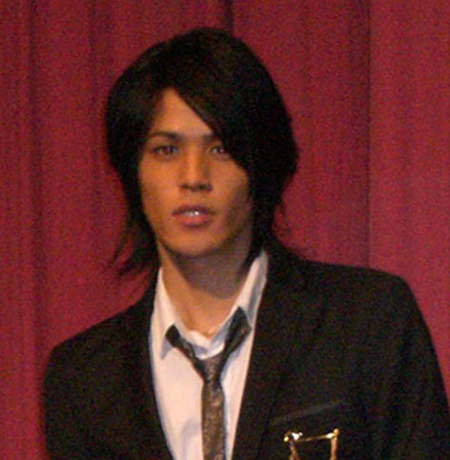
Miyano en octubre de 2007.

Miyano comenzó su carrera en 1990, a la edad de siete años. Debutó como actor de voz en el drama adolescente de acción real Caitlin's Way en el año 2001.   En 2002, proporcionó la voz de Riku en la versión japonesa del videojuego para PlayStation 2 Kingdom Hearts. También dio voz a Kiba, el personaje principal de la serie de anime Wolf's Rain. Volvió como la voz de Riku en el videojuego para Game Boy Advance de 2004 Kingdom Hearts: Chain of Memories, en Kingdom Hearts II en 2005, y en Kingdom Hearts Re: Chain of Memories en 2007.
En 2006, Miyano dio voz a Light Yagami en la adaptación a anime del manga Death Note. En 2007, por su rol como Light Yagami, fue nominado a dos premios en la primera edición de los Seiyū Awards; en las categorías de «Mejor actor principal» y «Mejor actor nuevo». También, en 2007, Miyano proporcionó la voz de Setsuna F Seiei en Mobile Suit Gundam 00. Miyano ganó su primer premio al «Mejor actor de voz», en la Tokyo International Anime Fair de 2008 por su interpretación de Light Yagami y Setsuna F Seiei.
En 2008, Miyano volvió a interpretar su rol como Setsuna F Seiei en la segunda temporada de Mobile Suit Gundam. Ese año ganó su primer Seiyū Award por sus roles de Setsuna F Seiei y Hakugen Rikuson en Kōtetsu Sangokushi. También dio voz a Zero en el anime Vampire Knight y Vampire Knight Guilty, Death The Kid en Soul Eater, Rin Matsuoka en Free!, Ling Yao en Fullmetal Alchemist: Brotherhood, Oda Nobunaga en Nobunaga the Fool, Okabe Rintarō en Steins;Gate y más recientemente como Osamu Dazai en Bungō Stray Dogs.
En adición a sus interpretaciones como actor de voz, Miyano también ha aparecido en cámara. Su primer trabajo como actor fue en 1992 en Tokusou Exceedraft, donde aparece en un flashback como un niño en el pasado de un miembro de los Yakuza. En 2003, Miyano formó parte del reparto de The Prince of Tennis Musical interpretando a Tetsu Ishida (石田 鉄 Ishida Tetsu?). Hizo su debut fílmico en la película The Prince of Tennis de 2006. En 2009, dio voz a Ultraman Zero de la película Mega Monster Battle: Ultra Galaxy Legend The Movie.
En 2010, protagonizó junto a la modelo y actriz Ayumi Uehara y los actores de voz Tomokazu Sugita, Tomokazu Seki, Rikiya Koyama, Yuka Hirata, Showtaro Morikubo y Yūko Kaida la película Wonderful World, dirigida por Daisuke Namikawa. Más tarde, volvió a dar voz a Ultraman Zero en la película Ultraman Zero The Movie: Super Deciding Fight! The Belial Galactic Empire.
En 2018, presentó el tráiler de la adaptación del manga Zombie Land Saga, para luego representar al personaje Kōtarō Tatsumi de esta misma animación. Además continuó como Okabe Rintaro, esta vez para Steins;Gate 0, también dio voz al personaje Ryuji Sakamoto del anime: "Persona 5: The Animation".
En junio de 2025, se anunció que, debido al vencimiento de su contrato con Himawari Theatre Group, Miyano se uniría a Ken-On Group.

### Música
En mayo de 2007, bajo la compañía discográfica King Records, Miyano hizo su debut como cantante con su sencillo «Kuon» (久遠?  lit. eternidad). Kuon debutó en la posición #47 en las listas Oricon y fue usado como tema de cierre para la serie de anime Kōtetsu Sangokushi. El 13 de junio de 2007, con la seiyū Romi Paku, lanzó un sencillo titulado «Fight», que debutó en la posición #73 de las listas Oricon. El 4 de junio de 2008 lanzó su segundo sencillo, «Discovery», que fue utilizada como la canción introductoria del videojuego de PlayStation 2 Fushigi Yūgi: Suzaku Ibun, basado en el manga y anime Fushigi Yūgi. La canción debutó en la posición #24 de la lista.
En agosto, Miyano lanzó un image song llamado «Soup/Hakosora», bajo el nombre Mamoru Miyano comes across Setsuna F Seiei (宮野真守　ｃｏｍｅ　ａｃｒｏｓｓ　刹那・Ｆ・セイエイ?); éste debutó en la posición #18. En diciembre lanzó su tercer sencillo, «...Kimi e» (…君へ?  ...Para ti), que también debutó en la posición #18. El 11 de marzo de 2009, Miyano lanzó su álbum debut, Break, que debutó en la posición #20. El 11 de abril de 2009, un mes después del lanzamiento de su álbum debut, Miyano se embarcó en su primera gira musical, 1st Live Tour 2009: Breaking.

## Filmografía
| Año          | Título                                                                | Papel                       | Otras notas                                                                  |
| ------------ | --------------------------------------------------------------------- | --------------------------- | ---------------------------------------------------------------------------- |
| 1992         | Tokusō Exceedraft                                                     | Bunzo Yazaki (niño (ep. 7)) |                                                                              |
| 2002         | Kingdom Hearts                                                        | Riku                        | Videojuego                                                                   |
| 2003         | Wolf's Rain                                                           | Kiba                        |                                                                              |
| 2004         | Gakuen Alice                                                          | Nodacchi                    |                                                                              |
| 2004         | Love Love?                                                            | Naoto Oizumi                |                                                                              |
| 2004         | Wolf's Rain                                                           | Kiba                        | OVA                                                                          |
| 2004         | Yu-Gi-Oh! GX                                                          | Abidos el Tercero           |                                                                              |
| 2004         | Zipang                                                                | Katsutoshi Hayashibara      |                                                                              |
| 2004         | Kingdom Hearts: Chain of Memories                                     | Riku, Riku Replica          | Videojuego                                                                   |
| 2005         | Eureka Seven                                                          | Moondoggie                  |                                                                              |
| 2005         | Eyeshield 21                                                          | Haruto Sakuraba             |                                                                              |
| 2005         | Jinki: Extend                                                         | Kouse                       |                                                                              |
| 2005         | Fafner of the Azure                                                   | Ryō Masaoka                 |                                                                              |
| 2005         | Suzuka                                                                | Kazuki Tsuda                |                                                                              |
| 2005         | Kingdom Hearts II                                                     | Riku                        | Videojuego                                                                   |
| 2006         | Crash B-Daman                                                         | Joe Fukairi                 |                                                                              |
| 2006         | D.Gray-man                                                            | Chaoji Han                  |                                                                              |
| 2006         | Death Note                                                            | Light Yagami                | Ganó como «mejor actor de voz» en la Tokyo International Anime Fair de 2008. |
| 2006         | Mobile Suit Gundam SEED C.E. 73: Stargazer                            | Shams Cōza                  |                                                                              |
| 2006         | Ouran High School Host Club                                           | Tamaki Suoh                 |                                                                              |
| 2006         | Tokimeki Memorial Only Love                                           | Riku Aoba                   |                                                                              |
| 2007         | Big Windup!                                                           | Riō Nakazawa                |                                                                              |
| 2007         | Dragonaut: The Resonance                                              | Asim Jamar                  |                                                                              |
| 2007         | Dragon Shadow Spell                                                   | Kite Amane                  |                                                                              |
| 2007         | El Cazador de la Bruja                                                | L.A.                        |                                                                              |
| 2007         | Kōtetsu Sangokushi                                                    | Rikuson Hakugen             |                                                                              |
| 2007         | Mobile Suit Gundam 00                                                 | Setsuna F. Seiei            | Ganó como «mejor actor de voz» en la Tokyo International Anime Fair de 2008. |
| 2007         | Kingdom Hearts Re:Chain of Memories                                   | Riku, Riku Replica          | Videojuego                                                                   |
| 2008         | Antique Bakery                                                        | Eiji Kanda                  |                                                                              |
| 2008         | Hakushaku to Yōsei                                                    | Ulysses                     |                                                                              |
| 2008         | Kurozuka                                                              | Kuro                        |                                                                              |
| 2008         | Kyo Kara Maoh!                                                        | Del Kierson von Wincott     |                                                                              |
| 2008         | Mobile Suit Gundam 00 Second Season                                   | Setsuna F. Seiei            | Won "Best Lead Actor Award"                                                  |
| 2008         | Rental Magica                                                         | Fin Cruda                   |                                                                              |
| 2008         | Skip Beat!                                                            | Shō Fuwa                    |                                                                              |
| 2008         | Soul Eater                                                            | Death the Kid               |                                                                              |
| 2008         | Tales of Vesperia                                                     | Flynn Scifo                 | Videojuego                                                                   |
| 2008         | Tsubasa Tokyo Revelations                                             | Kamui                       | OVA                                                                          |
| 2008         | Vampire Knight                                                        | Zero Kiryu, Ichiru Kiryu    |                                                                              |
| 2008         | Vampire Knight Guilty                                                 | Zero Kiryu, Ichiru Kiryu    |                                                                              |
| 2008         | Sands of Destruction                                                  | Kyrie Illunis               | Videojuego, anime                                                            |
| 2008         | Lux Pain                                                              | Atsuki Saijo                | Videojuego                                                                   |
| 2009         | Kin'iro no Corda: Second Passo                                        | Aoi Kaji                    |                                                                              |
| 2009         | Inazuma Eleven                                                        | Shirō Fubuki/Atsuya Fubuki  |                                                                              |
| 2009         | Sōten Kōro                                                            | Cao Cao                     |                                                                              |
| 2009         | Kingdom Hearts 358/2 Days                                             | Riku                        | Videojuego                                                                   |
| 2009         | Fullmetal Alchemist: Brotherhood                                      | Ling Yao                    |                                                                              |
| 2009         | Tales of Vesperia: The First Strike                                   | Flynn Scifo                 | Película                                                                     |
| 2009         | Mega Monster Battle: Ultra Galaxy                                     | Ultraman Zero               | Película                                                                     |
| 2009         | Steins;Gate                                                           | Rintarō Okabe               | Videojuego                                                                   |
| 2009         | Jewelpet                                                              | Keigo Taitō                 |                                                                              |
| 2010         | Uragiri wa Boku no Namae wo Shitteiru                                 | Shuusei Usui                |                                                                              |
| 2010         | Durarara!!                                                            | Masaomi Kida                |                                                                              |
| 2010         | Kingdom Hearts Birth by Sleep                                         | Riku, Young Xehanort        |                                                                              |
| 2010         | Highschool of the Dead                                                | Hisashi Igō                 |                                                                              |
| 2010         | Pokémon: Best Wishes!                                                 | Dent                        |                                                                              |
| 2010         | Mobile Suit Gundam 00 the Movie: Awakening of the Trailblazer         | Setsuna F. Seiei            | Película                                                                     |
| 2010         | Ultraman Zero: The Revenge of Belial                                  | Ultraman Zero, Darklops     | Película                                                                     |
| 2010         | Star Driver: Kagayaki no Takuto                                       | Takuto Tsunashi             |                                                                              |
| 2010         | Katekyo Hitman Reborn! DS Fate of Heat III: Yuki no Shugosha Raishuu! | Gelaro                      | Videojuego                                                                   |
| 2010         | Karneval                                                              | Yogi                        | Drama CD                                                                     |
| 2010         | Planzet                                                               | Taishi Akejima              | Película                                                                     |
| 2011         | The Last Story                                                        | Elza                        | Videojuego                                                                   |
| 2011         | Inazuma Eleven GO                                                     | Shirō Fubuki                |                                                                              |
| 2011         | Kimi ni Todoke 2nd Season                                             | Kento Miura                 |                                                                              |
| 2011         | Dog Days                                                              | Cinque Izumi                |                                                                              |
| 2011         | Steins;Gate                                                           | Rintarō Okabe               |                                                                              |
| 2011         | Elsword (servidor JP)                                                 | Raven                       | Videojuego                                                                   |
| 2011         | Uta no☆Prince-sama♪ Maji Love 1000%                                   | Tokiya Ichinose/Hayato      | Voz                                                                          |
| 2011         | Chihayafuru                                                           | Taichi Mashima              |                                                                              |
| 2011         | Ben-To                                                                | Yū Kaneshiro                |                                                                              |
| 2011         | Phi Brain: Kami no Puzzle                                             | Bishop                      |                                                                              |
| 2011         | Senritsu no Stratus                                                   | Seishiro Kudan              | Videojuego                                                                   |
| 2011         | Hunter × Hunter                                                       | Chrollo Lucilfer            | Voz                                                                          |
| 2011         | Tekken: Blood Vengeance                                               | Shin Kamiya                 | Película                                                                     |
| 2011         | Fate/Prototype                                                        | Rider/Perseus               | OVA                                                                          |
| 2012         | Final Fantasy XV (Antiguo FF versus XIII)                             | Ignis                       | Videojuego                                                                   |
| 2012         | Kingdom Hearts 3D: Dream Drop Distance                                | Riku                        | Videojuego                                                                   |
| 2012         | Ultraman Saga                                                         | Ultraman Zero               | Película                                                                     |
| 2012         | Inu x Boku SS                                                         | Zange Natsume               |                                                                              |
| 2012         | Zetman                                                                | Kouga Amagi                 |                                                                              |
| 2012         | Dog Days'                                                             | Cinque Izumi                |                                                                              |
| 2012         | Natsuiro Kiseki                                                       | Takashi Sano                |                                                                              |
| 2012         | Saint Seiya Omega                                                     | Cygnus Hyōga                |                                                                              |
| 2012         | Wooser's Hand-to-Mouth Life                                           | Wooser                      |                                                                              |
| 2012         | 009 RE:CYBORG                                                         | Joe Shimamura               | Película                                                                     |
| 2012         | Yu-Gi-Oh! Zexal II                                                    | Daisuke Katagiri            |                                                                              |
| 2012         | K                                                                     | Saruhiko Fushimi            |                                                                              |
| 2012         | Professor Layton vs. Ace Attorney                                     | Jeeken Barnrod              | Videojuego                                                                   |
| 2013         | Steins;Gate: Fuka Ryōiki no Déjà vu                                   | Rintaro Okabe               | Película                                                                     |
| 2013         | Karneval                                                              | Yogi                        | Voz                                                                          |
| 2013         | Uta no☆Prince-sama♪ Maji Love 2000%                                   | Ichinose Tokiya/ Hayato     | Voz                                                                          |
| 2013         | Chihayafuru 2                                                         | Taichi Mashima              |                                                                              |
| 2013         | Kakumeiki Valvrave                                                    | H-neun                      | Voz                                                                          |
| 2013         | Free!                                                                 | Rin Matsuoka                | Voz                                                                          |
| 2013         | Gatchaman Crowds                                                      | Berg Katse                  | Voz                                                                          |
| 2013         | Magi: The Kingdom of Magic                                            | Mu Alexius                  | Voz                                                                          |
| 2014         | Mahou Sensou                                                          | Takeshi Nanase              | Voz                                                                          |
| 2014         | Mekaku City Actors                                                    | Konoha/Haruka Kokonose      | Voz                                                                          |
| 2014         | Hajime no Ippo Rising                                                 | Genji Kamogawa (joven)      | Voz                                                                          |
| 2014         | Nobunaga the Fool                                                     | Nobunaga                    | Voz                                                                          |
| 2014         | Wooser's Hand-to-Mouth Life: Kakusei-hen                              | Wooser                      | Voz                                                                          |
| 2014         | Final Fantasy XV                                                      | Ignis Stupeo Scientia       | Videojuego                                                                   |
| 2014         | Kuroshitsuji: Book of Circus                                          | Joker                       | Voz                                                                          |
| 2014         | Gekkan Shōjo Nozaki-kun                                               | Saburō Suzuki               | Voz                                                                          |
| 2014         | Tokyo Ghoul                                                           | Shū Tsukiyama               | Voz                                                                          |
| 2014         | Free! - Eternal Summer                                                | Rin Matsuoka                | Voz                                                                          |
| 2014         | K: Missing Kings                                                      | Saruhiko Fushimi            | Película                                                                     |
| 2014         | Kiniro no Corda: BlueSky                                              | Sei Amamiya                 | Voz                                                                          |
| 2014         | Soul Eater Not!                                                       | Death the Kid               | Voz                                                                          |
| 2014         | Nobunaga Concerto                                                     | Saburō/Oda Nobunaga         | Voz                                                                          |
| 2014         | Initial D: The Movie                                                  | Takumi Fujiwara             | Película                                                                     |
| 2014         | Sushi Ninja                                                           | Tamago                      | Voz                                                                          |
| 2014         | The Prince of Tennis                                                  | Ryoga Echizen               | OVA                                                                          |
| 2014         | Shingeki no Bahamut: Genesis                                          | Rusty                       | Voz                                                                          |
| 2014         | Cross Ange: Tenshi to Ryū no Rondo                                    | Tusk                        | Voz                                                                          |
| 2014         | Cardfight!! Vanguard                                                  | Koji Ibuki                  | Película                                                                     |
| 2014         | Magic Kaito                                                           | Saguru Hakuba               | Voz                                                                          |
| 2014         | Nanatsu no Taizai                                                     | Gilthunder                  | Voz                                                                          |
| 2014         | Cardfight!! Vanguard G                                                | Koji Ibuki                  | Voz                                                                          |
| 2015         | Durarara!!                                                            | Masaomi Kida                | Voz                                                                          |
| 2015         | Disgaea 5                                                             | Killia                      | Videojuego                                                                   |
| 2015         | Death Parade                                                          | Harada                      | Voz                                                                          |
| 2015         | Gatchaman Crowds                                                      | Berg Katze                  | Voz                                                                          |
| 2015         | Uta no☆Prince-sama♪ Maji Love Revolutions                             | Tokiya Ichinose             | Voz                                                                          |
| 2015         | Dog Days                                                              | Cinque Izumi                | Voz                                                                          |
| 2015         | Tokyo Ghoul √A                                                        | Shū Tsukiyama               | Voz                                                                          |
| 2015         | Fire Emblem If                                                        | León                        | Voz                                                                          |
| 2015         | Sailor Moon Crystal                                                   | Príncipe Demande            | Voz                                                                          |
| 2015         | Assassination Classroom                                               | Gakushū Asano               | Voz                                                                          |
| 2015         | Show by Rock!!                                                        | Shū Zō                      | Voz                                                                          |
| 2015         | Rainy Cocoa                                                           | Ryōta Sakurai               | Voz                                                                          |
| 2015         | Wooser's Hand-to-Mouth Life: Mugen-hen                                | Wooser                      | Voz                                                                          |
| 2015         | Bakemono no Ko                                                        | Ichirōhiko                  | Voz / película                                                               |
| 2015         | Kekkai Sensen                                                         | Doug Hammer                 | Voz                                                                          |
| 2015         | Xuccess Heaven                                                        | Ryūnosuke Unrai             | Voz                                                                          |
| 2015         | Yowamushi Pedal                                                       | Shin Yoshimoto              | Voz                                                                          |
| 2015         | Ushio to Tora                                                         | Giryō                       | Voz                                                                          |
| 2015         | Ajin                                                                  | Kei Nagai                   | Voz / película                                                               |
| 2015         | K: Return of Kings                                                    | Saruhiko Fushimi            |                                                                              |
| 2015         | One Punch-Man                                                         | Sweet Mask                  | Voz                                                                          |
| 2015         | High Speed! - Free! Starting Days                                     | Rin Matsuoka                | Voz / película                                                               |
| 2015         | Young Black Jack                                                      | Maruo Hyakki                | Voz                                                                          |
| 2016         | Prince of Stride                                                      | Reiji Suwa                  | Voz                                                                          |
| 2016         | Ajin                                                                  | Kei Nagai                   | Voz                                                                          |
| 2016         | Bungō Stray Dogs                                                      | Osamu Dazai                 | Voz                                                                          |
| 2016         | Assassination Classroom Second Season                                 | Gakushū Asano               | Voz                                                                          |
| 2016         | Koutetsujou no Kabaneri                                               | Biba Amatori                | Voz                                                                          |
| 2016         | Nanatsu no Taizai: Seisen no Shirushi                                 | Gilthunder                  | Voz                                                                          |
| 2016         | Scared Rider Xechs                                                    | Takuto Kirisawa             | Voz                                                                          |
| 2016         | Days                                                                  | Kiichi Ōshiba               | Voz                                                                          |
| 2016         | Uta no Prince-sama Maji LOVE Legend Star                              | Ichinose Tokiya             | Voz                                                                          |
| 2016         | Yuri!!! on Ice                                                        | Jean Jacques Leroy          | Voz                                                                          |
| 2016         | Persona 5                                                             | Ryuji Sakamoto              | Videojuego                                                                   |
| 2017         | ACCA: 13-ku Kansatsu-ka                                               | Príncipe Schwann            | Voz                                                                          |
| 2017         | Yowamushi Pedal                                                       | Ashikiba Takuto             | Voz                                                                          |
| 2017         | Hakuōki: Kyoto Winds                                                  | Hashiro Iba                 | Videojuego                                                                   |
| 2017         | Ōsama Game The Animation                                              | Nobuaki Kanazawa            | Voz                                                                          |
| 2018         | Free! - Dive to the Future                                            | Rin Matsuoka                | Voz                                                                          |
| 2018         | Persona 5: The Animation                                              | Ryuji Sakamoto              | Voz                                                                          |
| 2018         | Devils' Line                                                          | Tamaki Anzai                | Voz                                                                          |
| 2018         | Tada-kun wa Koi wo Shinai                                             | Kaoru Ijūin                 | Voz                                                                          |
| 2018         | Bungō Stray Dogs: Dead Apple                                          | Osamu Dazai                 | Película                                                                     |
| 2018         | Steins;Gate 0                                                         | Rintarō Okabe               | Voz                                                                          |
| 2018         | Zombie Land Saga                                                      | Kōtarō Tatsumi              | Voz                                                                          |
| 2018         | Tokyo Ghoul: re                                                       | Shū Tsukiyama               | Voz                                                                          |
| 2018         | Legend of the Galactic Heroes: Die Neue These                         | Reinhard von Lohengramm     | Voz                                                                          |
| 2019         | Ahiru no Sora                                                         | Kaname Shigeyoshi           | Voz                                                                          |
| 2019         | Bungō Stray Dogs 3                                                    | Osamu Dazai                 | Voz                                                                          |
| 2019         | Fire Force                                                            | Shinmon Benimaru            | Voz                                                                          |
| 2019         | Spider-Man: Un nuevo universo                                         | Peter B. Parker/ Spider-Man | Voz (doblaje japonés)                                                        |
| 2019         | Sarazanmai                                                            | Reo Niiboshi                | Voz                                                                          |
| 2019         | Uta no Prince-sama: Maji Love Kingdom                                 | Tokiya Ichinose             | Voz/ Película                                                                |
| 2019         | Chihayafuru 3                                                         | Taichi Mashima              | Voz                                                                          |
| 2019         | Human Lost                                                            | Yozo Oba                    | Voz/ Película                                                                |
| 2019         | Levius                                                                | Dr. Rudolf Clown            | Voz                                                                          |
| 2019         | Carole & Tuesday                                                      | Ertegun                     | Voz                                                                          |
| 2020         | Persona 5 Strikers                                                    | Ryuji Sakamoto              | Videojuego                                                                   |
| 2020         | Psycho-Pass 3: First Inspector                                        | Shizuka Homura              | Voz / película                                                               |
| 2020         | Fire Force S2                                                         | Shinmon Benimaru            | Voz                                                                          |
| 2020         | Psycho-Pass 3: First Inspector                                        | Shizuka Homura              | Película                                                                     |
| 2020         | Haikyū!! To The Top                                                   | Atsumu Miya                 | Voz                                                                          |
| 2020         | Isekai Quartet 2                                                      | Pandora's Actor             | Voz                                                                          |
| 2020         | Kyokō Suiri                                                           | Kurō Sakuragawa             | Voz                                                                          |
| 2020         | Fugō Keiji Balance: Unlimited                                         | Haru Katō                   | Voz                                                                          |
| 2020         | Nanatsu no Taizai: Kamigami no Gekirin                                | Wild                        | Voz                                                                          |
| 2021         | Bungō Stray Dogs Wan!                                                 | Osamu Dazai                 | Voz                                                                          |
| 2021         | Show by Rock!! Stars!!                                                | Shu Zo                      | Voz                                                                          |
| 2021         | Uramichi Oniisan                                                      | Iketeru Daga                | Voz                                                                          |
| 2021         | Zombie Land Saga Revenge                                              | Kōtarō Tatsumi              | Voz                                                                          |
| 2022         | Bubble                                                                | Shin                        | Voz/Película                                                                 |
| 2022         | Dragon Ball Super: Super Hero                                         | Gamma #2                    | Voz/Película                                                                 |
| 2022         | Kimetsu no Yaiba: Yuukaku-Hen                                         | Douma                       | Voz                                                                          |
| 2022         | Urusei Yatsura                                                        | Shutaro Mendo               | Voz                                                                          |
| 2023         | Bungō Stray Dogs 4                                                    | Osamu Dazai                 | Voz                                                                          |
| 2023         | The Marginal Service                                                  | Brian Nightraider           | Voz                                                                          |
| 2023         | Bungō Stray Dogs 5                                                    | Osamu Dazai                 | Voz                                                                          |
| 2023         | Kyokō Suiri Season 2                                                  | Kurō Sakuragawa             | Voz                                                                          |
| 2023         | Shazam! Fury of the Gods                                              | Shazam                      | Voz (doblaje japonés)                                                        |
| 2023         | Super Mario Bros.: La película                                        | Mario                       | Voz (doblaje japonés)                                                        |
| 2024         | Bōkyaku Battery                                                       | Kei Kaname                  | Voz                                                                          |
| 2024         | Kinnikuman Kanpeki Chо̄jin Shiso-hen                                   | Suguru Kinniku              | Voz                                                                          |
| 2024         | My Hero Academia: You're Next                                         | Giulio Gandini              | Película                                                                     |
| 2024         | Oshi no Ko                                                            | Hikaru Kamiki               | Voz                                                                          |
| 2024         | Ranma ½                                                               | Mikado Sanzenin             | Voz                                                                          |
| 2024         | Blue Lock vs. U-20 Japan                                              | Michael Kaiser              | Voz                                                                          |
| 2024         | Ao no Miburo                                                          | Kyōhachi Yōtarō             | Voz                                                                          |
| 2025         | Lazarus                                                               | Axel Gilberto               | Voz                                                                          |
| To Be Hero X | X                                                                     | Voz                         |                                                                              |

## Discografía
- 2009: Break
- 2010: Wonder
- 2012: Fantasista
- 2013: Passage
- 2015: Frontier
- 2017: The Love

### Sencillos
| Lanzamiento | Título           | Posición                     | Álbum              |
| Lanzamiento | Título           | Lista de sencillos de Oricon | Álbum              |
| ----------- | ---------------- | ---------------------------- | ------------------ |
| 2007        | "Kuon"           | 47                           | Break              |
| 2008        | "Discovery"      | 24                           | Break              |
| 2008        | "...Kimi e"      | 18                           | Break              |
| 2009        | "JS"             | 24                           | Wonder             |
| 2009        | "Refrain"        | 22                           | Wonder             |
| 2010        | "Hikari, Hikaru" | 20                           | Fantasista         |
| 2011        | "Orpheus"        | 10                           | Fantasista         |
| 2011        | "Dream Fighter"  | 15                           | Fantasista         |
| 2012        | "Ultra Fly"      | 13                           | Passage            |
| 2013        | "Kanon"          | 3                            | Passage            |
| 2014        | "New Order"      | 12                           | New Order - single |

#### Sencillos de personajes
| Lanzamiento | Título                                                               | Posición                     | Álbum              |
| Lanzamiento | Título                                                               | Lista de sencillos de Oricon | Álbum              |
| ----------- | -------------------------------------------------------------------- | ---------------------------- | ------------------ |
| 2006        | «Make my way»                                                        | —                            | Sencillo sin álbum |
| 2008        | «Soup/Hakosora»                                                      | 18                           | Sencillo sin álbum |
| 2008        | «Soul Eater Character Song 3 'Sore ga Bokura no Michishirube'»       | —                            | Sencillo sin álbum |
| 2009        | «Bara-iro Real Face»                                                 | 107                          | Sencillo sin álbum |
| 2009        | «Theme of Ling Yao» («Number Ou» y «Hikari Sasu Basho e»)            | —                            | Sencillo sin álbum |
| 2009        | «Uta no Prince-sama Audition Song 2» («BELIEVE MY VOICE»)            | —                            | Sencillo sin álbum |
| 2009        | «True Fortune Vol. 6» (Infinity)                                     | —                            | Sencillo sin álbum |
| 2010        | «Ai no Zero Kyori-Shageki ~loveshooooot!!!!!~»                       | —                            | Sencillo sin álbum |
| 2016        | «Bungou Stray Dogs - Dazai character song» («Eien misui ni Goodbye») | —                            | Sencillo sin álbum |